# 242-й учебный центр подготовки младших специалистов ВДВ
242-й учебный центр подготовки младших специалистов (Воздушно-десантных войск) (в/ч 64712) — военно-учебное заведение по подготовке младших командиров и специалистов Воздушно-десантных войск России. Дислокация — город Омск.

## История
В 1960 году в дивизиях Воздушно-десантных войск СССР были расформированы полковые школы сержантов. В целях качественной подготовки младших командиров и специалистов была создана 44-я учебная воздушно-десантная дивизия. Местом дислокации был выбран город Остров (ЛенВО). Абсолютное большинство офицерского и сержантского состава имело опыт работы в учебных подразделениях из ликвидированных полковых школ, 131 офицер — из числа участников Великой Отечественной войны. Формированием дивизии руководил первый заместитель командующего ВДВ генерал-лейтенант В. Ф. Маргелов.
На укомплектование были направлены части и подразделения Прибалтийского, Московского и Ленинградского военных округов: 78-й отдельный самоходно-артиллерийский дивизион, 17-й учебный центр ВДВ, 11-я школа младших специалистов медицинской службы.
Днём рождения формирования было установлено 17 сентября 1960 года.
В сентябре 1961 года дивизия была передислоцирована в Литовскую ССР (ПрибВО). Один из учебных полков (226-й упдп) был передислоцирован в д. Черёха Псковской области и только в 1969 году в д. Гайжюнай Литовской ССР.
Боевое знамя было вручено дивизии 17 сентября 1980 года командующим Воздушно-десантными войсками генералом армии Д. С. Сухоруковым.
В результате организационно-штатных мероприятий 1 декабря 1987 года 44-я учебная воздушно-десантная дивизия была переименована в 242-й окружной учебный центр (подготовки младших специалистов ВДВ).
После прекращения существования СССР и последующей реорганизации Вооружённых Сил было принято решение сохранить 242-й учебный центр и передислоцировать его на территорию Российской Федерации. Летом 1993 года личный состав и материальная часть учебного центра были выведены с территории Литовской Республики в города Омск (военгородок Светлый — Омск-25) и Ишим (СибВО).  
В процессе передислокации войск для обучения специалистов офицеры и сержанты учебного центра откомандировывались в другие подразделения ВДВ. Так, с февраля по июнь 1993 года на базе 137 гв.пдп были организованы две упдр по обучению сержантов по программе подготовки командиров отделений, наводчиков-операторов БМД-1П, а на базе 119 гв.пдп организована подготовка механиков-водителей БМД и БТР-Д. 
В 2019 году учебным центром для ВДВ подготовлено более 3 тысяч младших специалистов. Из них около 2,5 тысяч — военнослужащие по призыву, свыше 500 — по контракту.

## Состав дивизии (центра) на 1990 год
- в/ч 01660 — отдельный учебный батальон связи
- в/ч 63295 — 26-я отдельная учебная рота химической защиты
- в/ч 74995 — 285 УПДП
- в/ч 42227 (п/о Рукла) — 301 УПДП
- в/ч 11929 — 226 УПДП
- в/ч 33817 — отдельный учебный зенитно-ракетный дивизион
- в/ч 42235 — отдельный учебный медико-санитарный батальон
- в/ч 11932 — отдельный учебный инженерно-сапёрный батальон
- в/ч 59356 — 45-й отдельный учебный ремонтно-восстановительный батальон
- в/ч 63291 — 1120 УСАП (г. Пренай)
- в/ч 73439 — 373-й отдельный учебный автомобильный батальон

## Состав центра на 2012 год
Учебный центр осуществляет подготовку и переобучение младших специалистов Воздушно-десантных войск и морской пехоты (как военнослужащих по призыву, так и контрактной службы) по военно-учётным специальностям:
- командир орудия САО-2С9
- наводчик орудия
- командир отделения артиллерийской разведки
- разведчик-дальномерщик
- топогеодезист-вычислитель
- радиотелефонист
- оператор ПТУР
- командир, номера расчёта гаубиц Д-30.

- механик-водитель БМД-1, БМД-2, БМД-3, БТР-Д, 2С9
- наводчик-оператор БМД-1, БМД-2
- командир отделения боевой машины

Также на базе учебного центра осуществляется переподготовка и повышение классности военно-учётных специальностей.

## Командиры дивизии — начальники центра
- генерал-майор Жаренов Николай Гаврилович (1960—1964),
- генерал-майор Халилов Салих Халилович (1964—1974),
- полковник Кузнецов Юрий Александрович (1974—1975),
- полковник Лебедев Виталий Семёнович (1975—1977),
- генерал-майор Оганян Иосиф Багратович (1977—1983),
- генерал-майор Богданчиков Валентин Алексеевич (1983—1987),
- генерал-майор Стаськов Николай Викторович (1987—1991),
- генерал-майор Раевский Виталий Анатольевич (1991—1992),
- генерал-майор Евтухович Валерий Евгеньевич (1992—1994),
- генерал-майор Сериков Сергей Николаевич (1994—1998),
- генерал-майор Павлющенко Александр Михайлович (1998—2000),
- генерал-майор Искренко Александр Сергеевич (2000—2003),
- генерал-майор Колпаченко Александр Николаевич (2003—2005),
- полковник Устинов Евгений Алексеевич (2005—2007),
- полковник Шушукин Александр Валерьевич (2007—2009),
- полковник Кувшинов Сергей Станиславович (2009—2011),
- полковник Каплий Игорь Григорьевич (2011—2013),
- полковник Пономарёв Олег Юрьевич[9] (2013—2015),
- полковник Фурдеев Аркадий Викторович (2015—2017),
- полковник Молочников Сергей Александрович (2017—2019),
- полковник Терехин Виталий Валерьевич (2019—2021).
- полковник Репин Виталий Викторович (2021 — н. в.)

## Выпускники-герои
- Гвардии младший сержант Александров Вячеслав Александрович — навечно зачислен в списки части.
- Гвардии сержант Амелин Станислав Александрович.
- Гвардии старший сержант Чепик Николай Петрович — навечно зачислен в списки части.
- Гвардии сержант Володьков Артем Викторович.

## События и факты
- В учебном центре дивизии и окрестностях (в Литовской ССР) снимался фильм «В зоне особого внимания».
- На полигоне учебного центра в посёлке Светлый проводится Международная выставка вооружений и военной техники ВТТВ-Омск.[10]
- В Омске 12 июля 2015 года на территории учебного центра произошла трагедия. Обрушилось четырёхэтажное здание казармы [11]. В результате обрушения 24 военнослужащих погибли, ещё 19 были оказались в больницах[12]. На месте трагедии установлен мемориальный камень. В начале 2016 года старые здания были признаны непригодными к эксплуатации и демонтированы. Для проживания личного состава в 2019 были возведены новые казармы[13].